# Nesticus obcaecatus
Nesticus obcaecatus är en spindelart som beskrevs av Simon 1907. Nesticus obcaecatus ingår i släktet Nesticus och familjen grottspindlar.
Artens utbredningsområde är Spanien. Inga underarter finns listade i Catalogue of Life.